# Струвит
Струвит (фосфат магния и аммония) — неорганическое соединение. Формула — {\displaystyle {\ce {Mg(NH4)(PO4) * 6H2O}}}. Струвит кристаллизуется в орторомбической системе в виде пирамидальных кристаллов от белого до желтоватого или коричневато-белого цвета или в форме пластинчатой слюды. Мягкий минерал с твёрдостью по шкале Мооса от 1,5 до 2 и небольшим удельным весом 1,7. Растворимость:
- в кислотах — хорошая
- в нейтральной и щелочной среде — небольшая.

Струвитные мочевые камни и кристаллы легко образуются в моче животных и людей, инфицированных микроорганизмами, продуцирующими аммиак. Подщелачивание мочи и высокая экскреция магния (диеты с высоким содержанием магния/растительные продукты) способствует образованию струвитных камней. Струвитные мочевые камни также усиливаются специфическим белком мочи у домашних кошек.

## Название
Хотя струвит кратко упоминается в «Микрографии» Гука, впервые он был подробно описан в 1845 году немецким химиком Георгом Улексом (1811—1883), который нашёл кристаллы струвита в средневековой куче бытовых отходов в Гамбурге, Германия; он назвал новый минерал в честь географа и геолога Генриха фон Струве (1772—1851) из Гамбурга.

## Образование
Щелочная среда способствует образованию струвита. В природе образуется преимущественно в районах, связанных с разложением органического вещества, включая залежи гуано, базальтовые пещеры и болота. В организме струвит образуется в результате заражения мочевого пузыря человека уреазопродуцирующими бактериями, при очистке сточных вод.
Струвит иногда встречается в консервированных морепродуктах в виде маленьких осколков, похожих на стекло, но не имеющих последствий для здоровья. Простой тест поможет отличить струвит от стекла.

### Струвитные камни в почках
Струвит является наиболее распространённым минералом, обнаруживаемым в камнях мочевыводящих путей собак, а также кошек и людей. Образование струвитных камней усиливаются бактериальной инфекцией, которая гидролизует мочевину до аммония и повышает рН мочи до нейтральных или щелочных значений. Организмы, расщепляющие мочевину, включают Proteus, Xanthomonas, Pseudomonas, Klebsiella, Staphylococcus и Mycoplasma.
Даже при отсутствии инфекции накопление кристаллов струвита в мочевом пузыре является проблемой, часто наблюдаемой у домашних кошек, с такими симптомами, как:
- затруднённое мочеиспускание (которое может быть ошибочно принято за запор)
- наличие крови в моче (гематурия).

Белок кауксин,  производящий кошачий феромон, выделяемый в больших количествах с мочой кошки,  вызывает зародышеобразование кристаллов струвита, что объясняет некоторую избыточную выработку струвитов у домашних кошек.
В прошлом для удаления струвитных уролитов у кошек требовалось хирургическое вмешательство; сегодня используются специальные подкисляющие диеты с низким содержанием магния.
Камни верхних мочевыводящих путей, которые вовлекают почечную лоханку и распространяются как минимум на 2 чашечки, классифицируются как коралловидные конкременты. 75 % из всех типов мочевых камней состоят из струвит-карбонат-апатитовой матрицы.

### Струвитные энтеролиты
У лошадей также струвит обнаруживается в энтеролитах (кишечные конкременты).

### Очистка сточных вод
При очистке сточных вод, особенно после биологической стадии выделения  аммония и фосфатов, струвит может образовывать накипь на линиях и ремнях, в центрифугах и насосах, засорять трубопроводы систем и другое оборудование, включая сам анаэробный варочный котёл. Струвит, также известный как MAP, образуется, когда в сточных водах имеется молярное соотношение (1:1:1) магния, аммиака и фосфата, при этом:
- магний содержится в почве, морской воде, а также в питьевой воде
- аммиак расщепляется на мочевину в сточных водах
- фосфаты содержатся в пищевых продуктах, мыле и моющих средствах.

Факторы среды, способствующие образованию струвита:
- высокий pH, то есть щелочная среда
- высокая проводимость
- низкие температуры.

Извлечение фосфора из сточных вод в виде струвита и повторное использование в сельском хозяйстве в качестве удобрения представляется многообещающим, особенно в очистных сооружениях сельскохозяйственного навоза и муниципальных сточных вод.
Варианты решения проблемы струвитной накипи в системе очистки сточных вод:
- замена труб
- использование гидроструйной установки или механической шлифовальной машины для очистки оборудования
- химическая очистка
- безхимический электрический метод

Химические чистящие средства обеспечивают минимальное время простоя. Безхимический электрический метод удаления и предотвращения образования струвитов был разработан и успешно испытан на очистных сооружениях в США. Эффективен для подземных трубопроводов.

## Использование
В 1857 году было впервые описано использование струвита в качестве сельскохозяйственного удобрения, содержащего фосфор (P) и азот (N), два из трёх основных растительных макроэлементов. Магний (Mg) также является важным второстепенным макроэлементом. Струвит можно получить из мочи, регулируя рН (часто просто ожидая, пока заработают бактерии, вырабатывающие уреазу) и добавляя магний. Существует значительный интерес к использованию струвита, полученного из мочи, в качестве удобрения в суровых условиях.